# Declaración de Bogotá

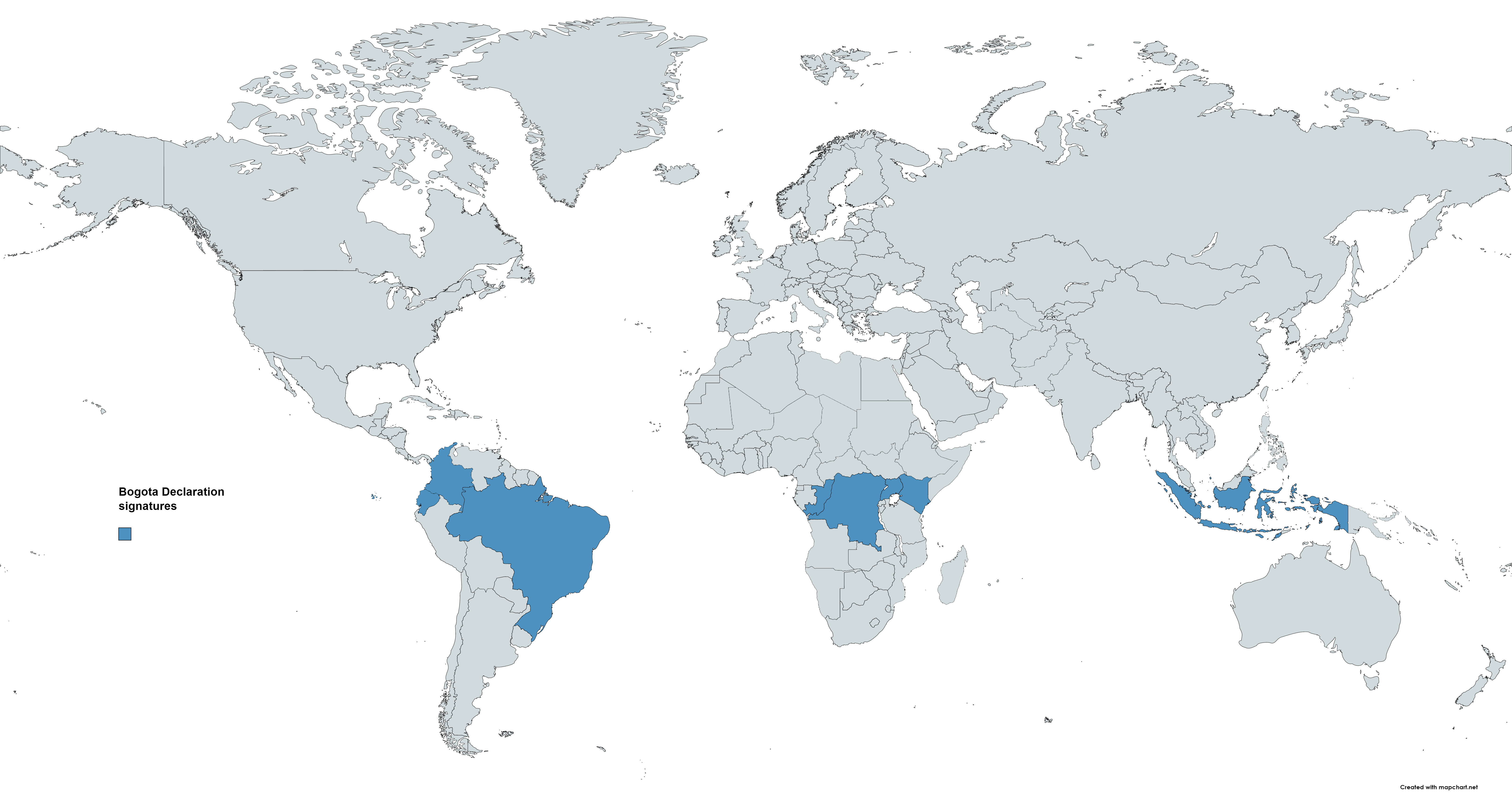
Los 8 países que firmaron la declaración en Bogotá en 1976.

El 3 de diciembre de 1976 se lleva a cabo una conferencia en la capital de Colombia con los Jefes de Delegaciones de 8 países ecuatoriales, de aquí surge La Declaración de Bogotá, un documento con el cual se esperaba sentar un precedente al establecer soberanías nacionales sobre las órbitas geoestacionarias que rodean el planeta. Esta se convertiría en la protesta de Brasil, Colombia, Congo, Ecuador, Indonesia, Kenia, Uganda y Zaire al Tratado sobre el espacio ultraterrestre firmado inicialmente por Estados Unidos, el Reino unido y Rusia el 27 de enero de 1967. Aquí se establece que el espacio ultraterrestre no podrá ser objeto de apropiación nacional por reivindicación de soberanía.

## Contexto
En 1967 Estados Unidos, el Reino Unido y la Unión Soviética firman el Tratado sobre el espacio ultraterrestre un documento que, entre sus principios, prohíbe a los estados partes del tratado la colocación de armas nucleares u otras armas de destrucción masiva en la órbita de la Tierra, su instalación en la luna o cualquier otro cuerpo celeste,de otra estación en el espacio exterior. Se limita exclusivamente a la utilización de la luna y otros cuerpos celestes con fines pacíficos y prohíbe expresamente su uso para la realización de pruebas de armas de cualquier tipo, la realización de maniobras militares o el establecimiento de bases militares, instalaciones y fortificaciones (Art. IV). El tratado además impide explícitamente a cualquier gobierno la reivindicación de recursos celestes como la luna o un planeta, ya que son patrimonio común de la humanidad.

## La Declaración de Bogotá
Representantes de Ecuador, Colombia, Congo, Zaire (conocido más adelante como República Democrática del Congo), Uganda, Kenya, e Indonesia se reunieron en Bogotá, Colombia en 1976 y firmaron una declaración con la que esperaban reclamar el control de las órbitas geoestacionarias. Aquí sostuvieron que el espacio aéreo de las extensiones marítimas y de territorio insular hacían parte de un patrimonio común de la humanidad, y por lo tanto, gobernado por todas las naciones, en cambio, el espacio encima de sus territorios sería considerado un recurso natural para ser administrado por cada gobierno, muy lejos del argumento propuesto por las superpotencias en 1967. Sin embargo, esta propuesta no obtuvo el reconocimiento de otras naciones y terminó siendo abandonada.